# قريضة متباينة الأوراق
القريضة متباينة الأوراق نوع نباتي يتبع جنس القريضة من الفصيلة القريضية (باللاتينية: Cistaceae).

## الموئل والانتشار
موطن هذا النبات مناطق غرب حوض البحر الأبيض المتوسط في المغرب العربي (خاصة الجزائر والمغرب) وإسبانيا.